# Monarchisme
Ne doit pas être confondu avec Royalisme.
Cet article possède des paronymes, voir Monarchiens, Monachisme et Minarchisme.
 (octobre 2019).

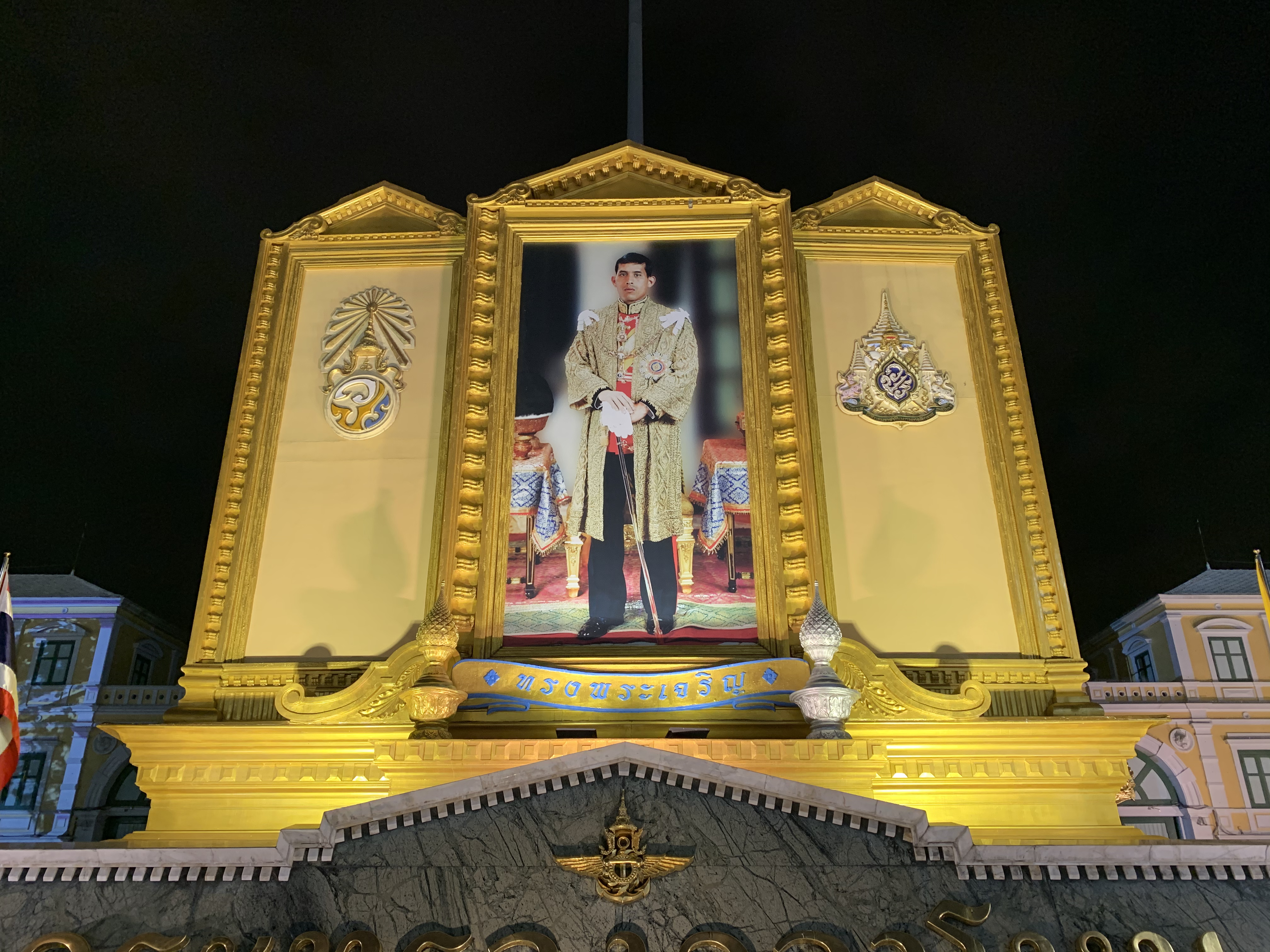
Panneau commémoratif du roi Maha Vajiralongkorn de Thaïlande, le jour de l'anniversaire de son couronnement.

Le monarchisme est une doctrine politique qui prône la monarchie, c’est-à-dire une forme de gouvernement dans laquelle une seule personne fonde l'autorité de l'État. Elle désigne aussi l'opinion des partisans de la monarchie.
Le mode de désignation du monarque n'est pas nécessairement héréditaire : il peut dans de rares cas être élu, comme les empereurs du Saint-Empire romain germanique, les rois élus de Pologne, les doges de la république de Venise ou (encore actuellement) les papes de l'Église catholique romaine et les sultans de Malaisie.
Cependant, les mots monarque et monarchisme sont presque toujours utilisés à la place de ceux de roi et royalisme, en particulier dans les textes de ceux qui critiquaient la royauté sous l'Ancien Régime. On parle aussi, avec le présidentialisme, de monarchie républicaine.

## Types de monarchie
Si l'on admet l'identification entre royauté et monarchie, plusieurs monarchies sont concevables :

### La monarchie de droit divin
La monarchie de droit divin est un système qui considère que toute autorité vient de Dieu. Le roi, considéré comme son « lieutenant sur terre », doit donc défendre la foi. Ce système repose sur plusieurs grands thèmes fondateurs, en particulier le baptême de Clovis, les royautés de Salomon et David, la « mission divine de la France », etc. Il est présent dans la plupart des milieux du monde actuel, que ce soit dans des pays musulmans (Arabie saoudite), asiatiques (Bhoutan) ou européens (État de la Cité du Vatican).

### La monarchie absolue
La monarchie absolue désigne une conception de la légitimité des sources du pouvoir ; la monarchie absolue est un système dans lequel le « pouvoir d'un seul » (le monarque) ne découle pas d'une désignation populaire ou nobiliaire et trouve sa source en soi, et, à l'inverse, il est la source de tout pouvoir (étymologiquement, le « comte » (comes, itis, « l'envoyé ») est un commis du roi). « Source du droit », la personne du roi ou de la reine n'est en concurrence avec personne : ni avec la noblesse, ni avec une représentation (parlement, conseil) qui n'est qu'éventuelle et n'est conçue que comme un moyen de gouverner. Le principe monarchique comme source de tout pouvoir légitime, est un absolu.
L'absolutisme concerne la source du pouvoir et non son exercice : l'exercice de la monarchie absolue française est délimitée par les Lois fondamentales du royaume de France et les lois et coutumes des différentes provinces et corps de l'État de la France d'Ancien Régime que le roi s'engage à respecter lors de son sacre.

### La monarchie constitutionnelle
La monarchie constitutionnelle est un système dans lequel les prérogatives du roi sont définies et limitées par une constitution, celle-ci pouvant être écrite ou — comme au Royaume-Uni et en Nouvelle-Zélande — essentiellement coutumière.

### La monarchie parlementaire
La monarchie parlementaire est un système dans lequel le roi, indépendant des partis, exerce une autorité morale, magistrature suprême d'influence et d'arbitrage dans la vie politique, le gouvernement, étant seul responsable devant le parlement.
La monarchie parlementaire, dès lors qu'elle est dotée d'une constitution, est par définition une monarchie constitutionnelle, comme c'est le cas en Espagne, en Belgique, aux Pays-Bas, au Danemark, en Norvège, en Suède, au Luxembourg, à Monaco, au Japon, Cambodge, au Maroc ou comme ce fut le cas en France de 1791 à 1792 puis de 1814 à 1848, sous la première et la seconde Restauration et la monarchie de Juillet.
Au Royaume-Uni, la monarchie parlementaire est également une monarchie constitutionnelle, le rôle du monarque étant défini et circonscrit par la Constitution du Royaume-Uni,. Celle-ci n'est pas codifiée en un seul texte, mais consiste en un ensemble de lois fondamentales et de droits et principes coutumiers, ces derniers étant des conventions constitutionnelles. Il en va de même en Nouvelle-Zélande : La Constitution de la Nouvelle-Zélande est de même nature, et conscrit le rôle du monarque de Nouvelle-Zélande, faisant du pays une monarchie à la fois parlementaire et constitutionnelle,.

## Courants monarchistes en France
Il existe depuis la Révolution Française différente courants monarchistes en France :

### Le légitimisme
Le légitimisme est favorable au rétablissement de la royauté dans la personne de l’aîné des Capétiens, chef de la maison de Bourbon, et issu de la descendance de Philippe d’Anjou.

### L'orléanisme
L'orléanisme est favorable au rétablissement de la royauté dans la personne de l’aîné de la maison d'Orléans, issue de la descendance de Philippe d’Orléans. Il se divise en deux branches historiques :
- l'orléanisme pur ou primitif (1830-1883), qui désignait les partisans de la maison d'Orléans et du régime de la monarchie de Juillet et qui s’est parfois appliqué aux courants politiques de la droite modérée ;
- l'orléanisme-fusionniste (depuis 1883), qui désigne les partisans de la maison d'Orléans qui la considèrent comme héritière des rois de France, à la suite du décès du comte de Chambord, dernier représentant de la branche aînée des Bourbons, et des renonciations du duc d'Anjou lors des traités d'Utrecht de 1713.

### Le bonapartisme
Le bonapartisme est favorable au rétablissement d’un régime impérial en France à la tête duquel serait placé un membre de la famille de Napoléon Bonaparte.

### Travaux universitaires
- 2005 - Absolut de la Gastine Eléonore, Le Retour des émigrés royalistes à Paris au début de la Restauration, mémoire de maîtrise, sous la direction de J.-O. Boudon, université Paris IV-Sorbonne.
- 2003 - Cédric Tartaud-Gineste, Les Protestants royalistes en France au XXe siècle, sous la direction de Jean-Pierre Chaline, université Paris IV-Sorbonne.
- 2001 - Lamorre-Cargill Vanessa, L’Étudiant français et la jeunesse royaliste au Quartier Latin (1934-1939), sous la direction de R. Sanson et Ch. Charle, université Paris 1.
- 1999 - Goutaland Cyril, "La République lyonnaise", journal royaliste, 1927-1932, 281 p. Lyon-2.
- 1969 - Clenet Louis-Marie, La Droite en Vendée de 1900 à 1940 : du royalisme au nationalisme, maîtrise de sciences politiques, université de Bordeaux.